# Friedrich-Albert-Lange-Berufskolleg
Das Friedrich-Albert-Lange-Berufskolleg in Duisburg-Neudorf ist eine berufsbildende Schule und eine städtische Schule der Sekundarstufe II.

## Geschichte
Die Schule wurde 1832 als Sonntagsschule von der Duisburger Freimaurerloge „Zur Deutschen Burg“ gegründet und wurde 1846 die erste Schule in kommunaler Trägerschaft der Stadt Duisburg.
Im Jahre 1982, zum 150-jährigen Schuljubiläum, wurde die Schule nach Friedrich Albert Lange benannt, der von 1860 bis 1865 auch Schulleiter dieser Schule war.

## Schulprofil
Zurzeit besuchen ca. 2.000 Schüler die Schule, davon sind 1450 Teilzeitschüler und 550 Vollzeitschüler. Das Berufskolleg bietet 30 verschiedene Bildungsgänge in den Bereichen Naturwissenschaften, Farbtechnik- und Raumgestaltung, Bau- und Holztechnik, Korrosionsschutztechnik, Metalltechnik, Umweltschutz und Gestaltung an:
- Fachschule für Technik
  - Fachschule für Korrosionsschutztechnik
- Berufsfachschule (Abschluss: Fachoberschulreife)
  - Farbtechnik und Raumgestaltung
  - Holztechnik
  - Metalltechnik
- Höhere Berufsfachschule (Abschluss: Fachhochschulreife bzw. Berufsabschluss)
  - Fachhochschulreife (Schulischer Teil)
  - Assistentenbildungsgänge (3 und 2 Jahre)
  - Bereiche: Bau- und Holztechnik, Metalltechnik, Gestaltung und Games + Interaktive Medien.
- Fachoberschule (Abschluss: Fachhochschulreife)
  - Klasse 11 (mit Praktikum) / Klasse 12
  - Klasse 12 (nach Berufsabschluss)
- Berufsschule (doppeltqualifizierend)
  - Anlagenmechaniker/in (SHK) mit Abschluss: Fachhochschulreife
  - Metallbauer/in mit Abschluss: Fachhochschulreife
  - Betriebsassistent/in (Augenoptik)
- Berufsschule (einzelqualifizierend)
  - Augenoptik
  - Bau- und Holztechnik
  - Gestaltungstechnik
  - Gießereitechnik/Modellbau
  - Haustechnik
  - Metalltechnik
- Jugendliche ohne Berufsausbildungsverhältnis
  - Werkstattjahr
  - Maßnahmen der Agentur für Arbeit

Außerhalb des Unterrichts beteiligen sich Schülerinnen und Schüler an den Wettbewerben „Jugend forscht“, „EuroVisions“, organisieren regelmäßig einen Basar, um das Friedensdorf Oberhausen zu unterstützen und führen Aktionen zugunsten von Haiti durch.
Es bestehen Schulpartnerschaften mit der Lukács-Sandor-Schule in Győr (Ungarn) und dem Highbury College in Portsmouth (Großbritannien). Die Schule nimmt an einem Comenius-Projekt mit der Türkei (Zonguldak) teil und fördert Klassenfahrten ins Ausland.

## Ehemaliges Schulgebäude
Von 1924 bis September 2011 befand sich das Berufskolleg am Schinkelplatz (Stadtmitte), direkt an der A 59 gelegen. Im obersten Stockwerk befand sich bis 2006 ein Teil des Duisburger Studienseminars für das Lehramt an Berufsbildenden Schulen bzw. an Gymnasien und Gesamtschulen (Schulen der Sekundarstufe II).
Seit dem Umzug des Studienseminars in das Neudorfer Technologiezentrum werden die Räume vom Landfermann-Gymnasium, das sich auf der anderen Seite der Nahestraße befindet, genutzt. Das Gymnasium hat dringenden Bedarf an weiteren Klassenräumen und der Nutzung der Cafeteria angemeldet, da mit Einführung des Abiturs nach acht Schuljahren eine Erweiterung des Nachmittagsunterrichtes und damit der De-facto-Einführung des Ganztagsschulbetriebes unumgänglich wird.

## Heutiges Schulgebäude
Das Berufskolleg ist im September 2011 in ein neu gebautes Schulgebäude – das Zentrum für Berufliche Bildung und Weiterbildung Duisburg-Mitte in Duisburg-Neudorf (ZBW) – an der Carstanjenstraße umgezogen. Anfang 2005 entwickelte der Schulträger die Idee, das Friedrich-Albert-Lange-Berufskolleg mit dem ebenfalls am Schinkelplatz untergebrachten Weiterbildungskolleg der Stadt (Abendrealschule und Abendgymnasium) und dem Kaufmännischen Berufskolleg am Burgplatz gemeinsam in einem neuen Schulgebäude auf der Freifläche zwischen der Mülheimer Straße und dem Technologiezentrum Tectrum unterzubringen. Für das Berufskolleg wird dies der siebte Schulstandort innerhalb Duisburgs in der 178-jährigen Schulgeschichte sein.